# مايكل هوارد
مايكل هوارد (بالإنجليزية: Michael Howard)‏ (و. 1928 – م) هو مبارز بالسيف، من المملكة المتحدة، ولد في ريتشموند، لندن، شارك في ألعاب أولمبية صيفية 1964، وألعاب أولمبية صيفية 1956، وألعاب أولمبية صيفية 1960، ومبارزة سيف الشيش في الألعاب الأولمبية الصيفية 1960 – فريق رجال دون سيف ‏.

## روابط خارجية
- مايكل هوارد على موقع أوليمبيديا (الإنجليزية)
- مايكل هوارد على موقع اللجنة الأولمبية البريطانية (الإنجليزية)
- مايكل هوارد على موقع اتحاد ألعاب الكومنولث (مؤرشف) (الإنجليزية)